# JBoss
JBoss är ett amerikanskt företag som är en division under Red Hat. De levererar bland annat en applikationsserver och en portalserver baserad på öppen källkod. Företaget grundades år 2001 av Marc Fleury. Företaget säljer även support på sina produkter över hela världen. Bland de svenska kunderna märks bland andra SJ.